# Двойновский
Двойновский — хутор в Новониколаевском районе Волгоградской области, административный центр Двойновского сельского поселения.
Население — 813 (2010)

## История
Дата основания не установлена. Хутор входил в юрт станицы Михайловской Хопёрского округа Земли Войска Донского (с 1870 — Область Войска Донского). Предположительно основан в второй половине XIX века. Согласно переписи 1873 года на хуторе Двойной проживал 261 мужчина и 262 женщины
Население хутора быстро росло: переписи населения 1897 года на хуторе Двойновский проживало уже 484 мужчины и 518 женщин. Большинство населения было неграмотным: из них грамотных мужчин — 214, грамотных женщин — 51.
В начале XX века разросшийся хутор был разделён на две части. Согласно алфавитному списку населённых мест Области Войска Донского 1915 года земельный надел верхней части составлял 2988 десятин, нижней — 2557, в верхней части проживало 349 мужчин и 355 женщин, в нижней — 295 мужчин и 297 женщин, в каждой части имелось своё хуторское правление, в верхней части также имелись Георгиевская церковь и приходское училище. Хутор обслуживало Алексиковское почтовое отделение.
С 1928 года в составе Новониколаевского района Хопёрского округа (упразднён в 1930 году) Нижне-Волжского края (с 1934 года — Сталинградского края, с 1936 года Сталинградской области, с 1954 по 1957 год район входил в состав Балашовской области).

## География
Хутор находится в луговой степи, в пределах Хопёрско-Бузулукской равнины, являющейся южным окончанием Окско-Донской низменности, при вершине балки Касарка в 5 км к северу от хутора имеется, около истока вышеупомянутой реки, солончаковые участки. Центр хутора расположен на высоте около 140 метров над уровнем моря. Со всех сторон хутор окружён полями. Почвы — чернозёмы обыкновенные.
Географическое положение
По автомобильным дорогам расстояние до областного центра города Волгоград составляет 320 км, до Воронежа — 290 км, до районного центра посёлка Новониколаевский — 14 км.
Климат
Климат умеренный континентальный (согласно классификации климатов Кёппена — Dfb). Многолетняя норма осадков — 488 мм. В течение города количество выпадающих атмосферных осадков распределяется относительно равномерно: наибольшее количество осадков выпадает в мае и июне — 54 мм, наименьшее в феврале и марте — по 27 мм. Среднегодовая температура положительная и составляет + 6,3 °С, средняя температура самого холодного месяца января −9,7 °С, самого жаркого месяца июля +21,2 °С.
Часовой пояс
Двойновский, как и вся Волгоградская область, находится в часовой зоне МСК (московское время). Смещение применяемого времени относительно UTC составляет +3:00.

## Население
Динамика численности населения по годам:
| 1873 | 1897 | 1915 | 1987  |
| ---- | ---- | ---- | ----- |
| 523  | 1002 | 1296 | ≈1100 |

| 2010 |
| ---- |
| 813  |

### Известные уроженцы
- Виктор Иванович Земцов (1946—2008) — военачальник Пограничных войск, генерал-полковник.

## Инфраструктура
Личное подсобное хозяйство.

## Транспорт
Близ хутора проходит автодорога Новониколаевский — Верхнекардаильский — Купава. Ближайшая железнодорожная станция Алексиково расположена в районном центре.